# Holmtjärnen (Edefors socken, Norrbotten, 732983-171025)
Holmtjärnen är en sjö i Bodens kommun i Norrbotten och ingår i Luleälvens huvudavrinningsområde.